# Кіновсесвіт Marvel: Перша фаза
Перша фаза Кіновсесвіту Marvel (КВМ) — серія американських супергеройських фільмів, створених Marvel Studios і заснованих на персонажах Marvel Comics. Першим фільмом фази стала стрічка «Залізна людина», що вийшла 2008 року. Окрім неї до Першої фази увійшло ще п'ять картин:  «Неймовірний Галк» (2008), «Залізна людина 2» (2010), «Тор» (2011), «Перший месник» (2011) і кросовер «Месники» (2012), що об'єднав головних героїв в команду. Кевін Файгі спродюсував всі фільми фази, «Залізну людину» — спільно з Аві Арадом, а «Неймовірного Галка» — разом з Арадом і Гейл Енн Херд. Шість фільмів фази зібрали в прокаті понад $3,8 млрд і отримали загальну захопливу реакцію від критиків і глядачів.
Marvel Studios створили три короткометражних фільми Marvel One-Shots, для розширення кіновсесвіту. Перша фаза разом з Другою і Третьою надалі склали Сагу Нескінченності.

## Фільми
| Фільм            | Дата виходу (Україна) | Режисер(и)   | Сценарист(и)                                         | Продюсер(и)           |
| ---------------- | --------------------- | ------------ | ---------------------------------------------------- | --------------------- |
| Залізна людина   | 2 травня 2008         | Джон Фавро   | Марк Фергус, Хоук Остбі, Артур Маркам, Метт Холлоуей | Аві Арад, Кевін Файгі |
| Неймовірний Халк | 13 червня 2008        | Луї Летер'є  | Зак Пенн                                             | Аві Арад, Кевін Файгі |
| Залізна людина 2 | 29 квітня 2010        | Джон Фавро   | Джастін Теру                                         | Кевін Файгі           |
| Тор              | 6 травня 2011         | Кеннет Брана | Ешлі Едвард Міллер, Зак Стенц, Дон Пейн              | Кевін Файгі           |
| Перший месник    | 22 липня 2011         | Джо Джонстон | Крістофер Маркус і Стівен Макфілі                    | Кевін Файгі           |
| Месники          | 4 травня 2012         | Джосс Відон  | Джосс Відон                                          | Кевін Файгі           |